# Förstörandelagen
Förstörandelagen eller mer fullständigt Lagen om förstörande av vissa hälsofarliga missbrukssubstanser
(2011:111) är en svensk lag som trädde i kraft 1 april 2011. Lagen möjliggör för polis och tull att beslagta farliga substanser med missbrukspotential som är på väg att klassificeras som narkotika eller som hälsofarlig vara i enlighet med Lagen om förbud mot vissa hälsofarliga varor, men som ännu inte blivit klassificerade. Åklagare kan därefter besluta om förstörande av de beslagtagna substanserna. Åklagarens beslut om förstörande kan överklagas till allmän domstol.
Till skillnad mot substanser som täcks av Narkotikastrafflagen eller Lagen om förbud mot vissa hälsofarliga varor medför innehavet av substanserna inget straff, utan lagen reglerar enbart möjligheten att beslagta och förstöra substanserna.